# Волица (станция)
Волица (пол. Wolica) — пассажирская и грузовая железнодорожная станция в деревне Волица в гмине Хенцины, в Свентокшиском воеводстве Польши. Имеет 1 платформу и 2 пути.
Нынешняя станция Волица была построена под названием «Хенцины» в 1885 году на линии Ивангородо-Домбровской железной дороги (Ивангород — Радом — Бзин — Сухеднев — Кельцы — Хенцины — Мехов — Вольбром — Олькуш — Славков — Домброва) с шириной русской колеи, когда деревня Волица и соседний город Хенцины (пол. Chęciny) были в составе Царства Польского.
Нынешнее название станция носит с 1968 года.